# Zbiór scentrowany
Zbiór scentrowany – to taki podzbiór {\displaystyle {\mathcal {C}}} kraty z zerem {\displaystyle (\mathbb {L} ,\preccurlyeq ),} w którym {\displaystyle \forall _{n\in \mathbb {N} }\forall _{x_{1},\dots ,x_{n}\in {\mathcal {C}}}\ \wedge _{i=1}^{n}x_{i}\neq \mathbf {0} ,} gdzie {\displaystyle \mathbf {0} } jest zerem kraty {\displaystyle (\mathbb {L} ,\preccurlyeq )}.
Można również powiedzieć, że zbiór {\displaystyle {\mathcal {C}}} jest scentrowany w kracie {\displaystyle \mathbb {L} ,} gdy jest scentrowany w sensie porządkowym w zbiorze uporządkowanym {\displaystyle \mathbb {L} \setminus \{\mathbf {0} \}}, tzn. {\displaystyle \forall _{A\subset {\mathcal {C}}}\ \#(A)<\aleph _{0}\Rightarrow \exists _{p\in \mathbb {L} \setminus \{\mathbf {0} \}}\forall _{a\in A}\ p\preccurlyeq a}.
Każdy filtr jest zbiorem scentrowanym.